# مقاطعة ميدلاند (تكساس)
مقاطعة ميدلاند (بالإنجليزية: Midland  County)‏ هي إحدى المقاطعات في ولاية تكساس، الولايات المتحدة الأمريكية.

## أعلام
- جيم ريس
- جيمس س. لوكاس